# Aerotechnik

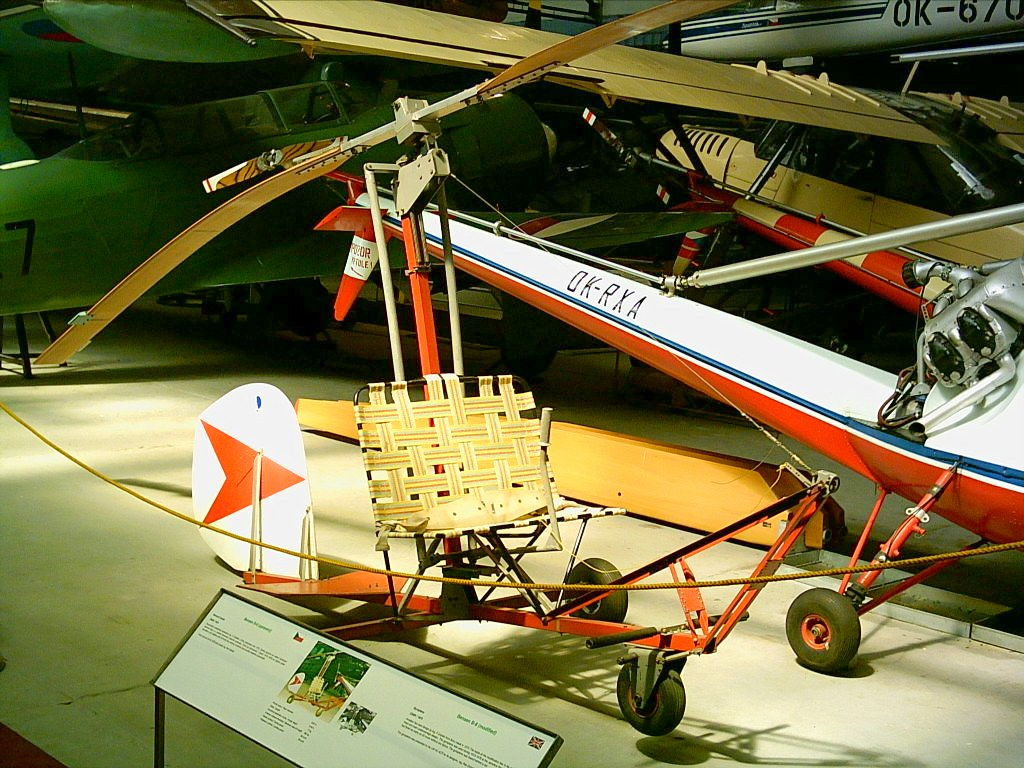
Aerotechnik A-70 in Kbely

Aerotechnik (voluit; Aerotechnik CZ s.r.o.) was een Tsjechische, vroeger Tsjechoslowaakse vliegtuigbouwer uit Kunovice. Aerotechnik werd op 1 januari 1970 opgericht om lichte vliegtuigen te ontwerpen en produceren. In 1996 werd het overgenomen door Evektor. Waarna het in 1999 werd samengevoegd met Evektor tot Evektor-Aerotechnik.

## Lijst van vliegtuigen
- Aero L-60 Brigadýr (licentie)
- Aerotechnik A-70
- Let L-13 Vivat (licentie)
- Aerotechnik P-220UL Koala (Pottier P-220S Koala – licentie)